# Tropidion xanthocele
Tropidion xanthocele là một loài bọ cánh cứng trong họ Cerambycidae.